# Сепунарі (Арджеш)
Сепунарі (рум. Săpunari) — село у повіті Арджеш в Румунії. Входить до складу комуни Моререшть.
Село розташоване на відстані 135 км на північний захід від Бухареста, 27 км на північний захід від Пітешть, 92 км на північний схід від Крайови, 112 км на південний захід від Брашова.

## Населення
За даними перепису населення 2002 року у селі проживали 395 осіб, усі — румуни. Усі жителі села рідною мовою назвали румунську.